# Campo Limpo de Goiás
| Campo Limpo de Goiás         | Campo Limpo de Goiás                          |
| ---------------------------- | --------------------------------------------- |
|                              |                                               |
| Wappen                       | Flagge                                        |
|                              |                                               |
| Karte                        |                                               |
|                              |                                               |
| Basisdaten                   |                                               |
| Staat:                       | Brasilien (BRA)                               |
| Bundesstaat:                 | Goiás (GO)                                    |
| Mesoregion:                  | Zentral-Goiás (1987–2017)                     |
| Mikroregion:                 | Anápolis (1987–2017)                          |
| Angrenzende Gemeinden:       | Anápolis, Ouro Verde de Goiás                 |
| Distanz zu Goiânia:          | 75 km                                         |
| Geografische Lage:           | 16° 18′ S, 49° 5′ W                           |
| Zeitzone:                    | UTC-3 Sommer: UTC-2                           |
| Höhe:                        | 880 m                                         |
| Fläche:                      | 156,202 km²                                   |
| Einwohner:                   | 6241 (2010)                                   |
| Bevölkerungsdichte:          | 40,1 Einwohner / km²                          |
| Telefonvorwahl:              | +55 62                                        |
| Postleitzahl (CEP):          | 75160-000                                     |
| Adresse der Stadtverwaltung: | Av. Baltazar Cardoso, 555 Jardim Sol de Verão |
| Offizielle Website:          |                                               |
| Jahrestag:                   | 21. Juli                                      |
| Gemeindegründung:            | 1997                                          |
| Politik                      |                                               |
| Bürgermeister:               | Arivart Alves de Sousa (PP), 2017–2020        |
| Vize-Bürgermeister:          |                                               |

Campo Limpo de Goiás, amtlich portugiesisch Município de Campo Limpo de Goiás, ist eine kleine brasilianische politische Gemeinde im Bundesstaat Goiás und Vorortgemeinde von Anápolis. Die Bevölkerung wurde zum 1. Juli 2018 auf 7636 Einwohner geschätzt, die auf einer Fläche von rund 160 km² leben.
Sie liegt südwestlich der brasilianischen Hauptstadt Brasília und nordnordöstlich von Goiânia, der Hauptstadt des Bundesstaates. Campo Limpo de Goiás ist 75 km entfernt von der Hauptstadt.

## Geographische Lage
Campo Limpo de Goiás grenzt an die Gemeinden:
- von Nord über Osten bis Süden an Anápolis
- im Westen an Ouro Verde de Goiás

Campo Limpo de Goiás liegt im Süden des Gebirgszuges Serra dos Pireneus und entwässert nach Südwesten über den Ribeiro João Leite als linker Zufluss in Goiânia in den Rio Meia Ponte.

## Geschichte
Bevor der Munizip Campo Limpo per 21. Juli 1997 von Anápolis abgetrennt wurde und zu einer eigenständigen Gemeinde wurde, war sie der Distrito de Rodrigues Nascimento, im Gedenken an den ehemaligen Großgrundbesitzer dieser Gegend.